# Peersia vanheerdei
Peersia vanheerdei är en isörtsväxtart som först beskrevs av L. Bol., och fick sitt nu gällande namn av Franz Xaver von Hartmann. Peersia vanheerdei ingår i släktet Peersia och familjen isörtsväxter. Inga underarter finns listade i Catalogue of Life.